# President's Cup (waterpolo)
La President's Cup es la segunda competición más importante de waterpolo masculino entre clubes de Malta, organizado por la Aquatic Sports Association of Malta (ASA Malta).

## Historial
Estos son los ganadores de liga:
| Año  | Campeón        | Subcampeón |
| ---- | -------------- | ---------- |
| 2010 | Sliema ASC     | Neptunes   |
| 2009 | Neptunes       | Sliema ASC |
| 2008 | Sliema ASC     | Neptunes   |
| 2007 | Neptunes       | Sirens ASC |
| 2006 | Neptunes       | Sirens ASC |
| 2005 | Sliema ASC     | Sirens ASC |
| 2004 | Neptunes       | Sliema ASC |
| 2003 | Sirens ASC     | Sliema ASC |
| 2002 | Sirens ASC     | Sliema ASC |
| 2001 | Sirens ASC     | Sliema ASC |
| 2000 | Sirens ASC     | Sliema ASC |
| 1999 | Neptunes       | Sliema ASC |
| 1998 | Sliema ASC     | M'Scala    |
| 1997 | Sliema ASC     | Sirens ASC |
| 1996 | San Giljan ASC | Neptunes   |